# Astrodaucus persicus
Astrodaucus persicus är en växtart i släktet Astrodaucus och familjen flockblommiga växter. Den beskrevs först av Pierre Edmond Boissier, och fick sitt nu gällande namn av Carl Georg Oscar Drude.
Astrodaucus persicus är en bienn som växer från Kaukasus till Iran.